# Matthias Fischbach

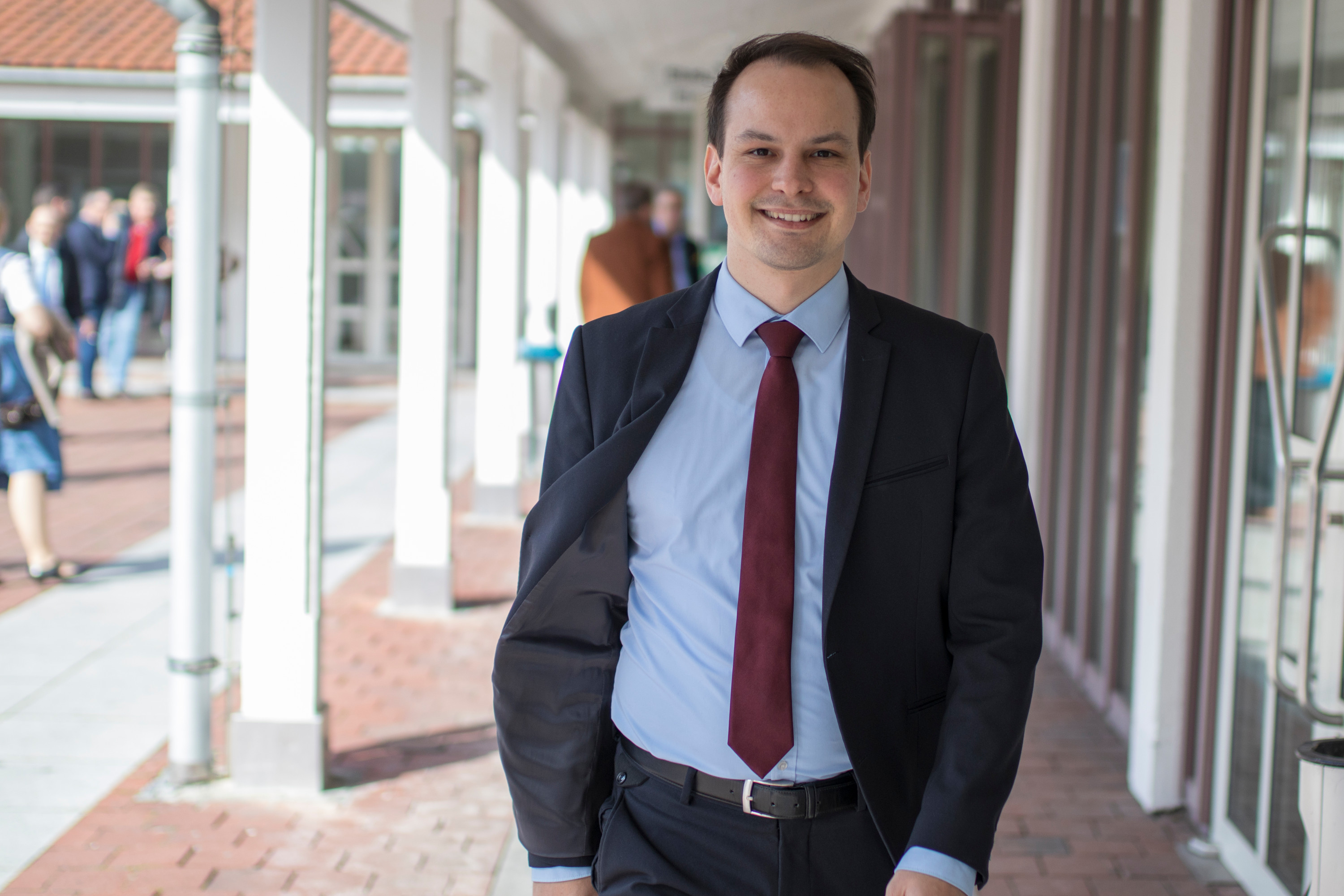
Matthias Fischbach

Matthias Fischbach (* 8. Oktober 1988 in Erlangen) ist ein deutscher Politiker der FDP und Volkswirt. Von 2011 bis 2013 war er Vorsitzender der bayerischen Jungen Liberalen und von 2018 bis 2023 Abgeordneter im Bayerischen Landtag. Dort war er Parlamentarischer Geschäftsführer der FDP-Landtagsfraktion.

## Leben
Fischbach besuchte das Emil-von-Behring-Gymnasium in Spardorf und nahm während seiner Schulzeit an einem Juniorstudium an der FAU Erlangen-Nürnberg teil. Nach dem Abitur 2008 studierte er Volkswirtschaftslehre an den Universitäten in Konstanz und München. 2014 beendete er das Studium an der LMU mit dem Masterabschluss. Im folgenden Jahr nahm er eine Tätigkeit als Unternehmensberater bei einem internationalen Beratungshaus mit Spezialisierung auf Finanzdienstleister auf, die er bis zu seiner Wahl in den Landtag ausübte.
Fischbach schloss sich 2007 den Jungen Liberalen (JuLis) an und trat der FDP bei. Von 2008 bis 2013 war er Mitglied des Landesvorstandes der JuLis Bayern und von 2011 bis 2013 deren Landesvorsitzender. Von 2013 bis 2017 war er Mitglied des Landesvorstandes und seit 2017 ist er Mitglied des Präsidiums der FDP Bayern.
Seit 2013 ist Fischbach Mitglied des Gemeinderates in Effeltrich. Bei der Landtagswahl in Bayern 2018 kandidierte er direkt im Stimmkreis 508 (Erlangen-Stadt) und auf einem Listenplatz der FDP im Wahlkreis Mittelfranken. Er zog als Abgeordneter in den Bayerischen Landtag ein und war dort in der 18. Wahlperiode Mitglied des Ausschusses für Bildung und Kultus. Die Landtagsfraktion der Freidemokraten wählte ihn zu ihrem Parlamentarischer Geschäftsführer. Des Weiteren war Fischbach Mitglied des Ältestenrates im Bayerischen Landtag. Bei der Landtagswahl 2023 trat er erneut an, erreichte aber – wie seine Partei insgesamt – kein Mandat.
Er ist römisch-katholischer Konfession.